# El Soler de Sant Jaume
El Soler de Sant Jaume és una masia situada al municipi de Riner, a la comarca catalana del Solsonès.